# Zisterzienserabtei Pont-Colbert
Die Zisterzienserabtei Pont-Colbert war von 1892 bis 1954 ein französisches Kloster der Zisterzienser in Versailles im Département Yvelines.

## Geschichte
Der 1891 unter Abt Jean Léonard in die Abtei Sainte-Marie de Fontfroide (Kongregation von Sénanque) eingetretene Paul Maréchal (1840–1924), der dort den Ordensnamen Bernard annahm, gründete 1892 in Porchefontaine bei Versailles im von ihm mit eigenem Vermögen gekauften Gut Pont-Colbert das Priorat Sainte-Marie du Pont-Colbert und besiedelte es mit Mönchen der besonderen Ausrichtung „Zisterzienser der Anbetung des Allerheiligsten“ (Cisterciens adorateurs du très saint Sacrement), welche die Eucharistieverehrung, die Maréchal von Pierre Julien Eymard übernahm, mit dem zisterziensischen Mönchtum verband. Das Kloster wurde 1896 von Fontfroide unabhängig und 1900 zur Abtei erhoben.
Vor der klösterfeindlichen Dritten Republik und ihrer sich abzeichnenden antiklerikalen Gesetzgebung wich der Konvent bereits ein Jahr später nach Yvoir in Belgien aus und von da 1903 in das von Maréchal gekaufte Kastell Onsenoort in Nieuwkuijk, Heusden (Niederlande). Maréchal fasste das Kastell Onsenoort als vorübergehende Zuflucht auf (Refuge Sainte-Marie d’Onzenoort), die den Klosternamen Pont-Colbert zeitlich begrenzt fortsetzte. Der erste niederländische Novize, Franziskus Janssens, 1924 (nach dem Tod Maréchals) Abt von Pont-Colbert, sollte 1927 gar Generalabt des Ordens werden.
1921 kehrte Maréchal, dem ein Gericht 1905 seine Besitzrechte auf die Versailler Abtei Pont-Colbert bestätigt hatte, mit den französischen Mönchen nach Porchefontaine zurück, wohingegen drei niederländische Mönche in Onsenoort blieben, das ab 1937 den Namen Mariënkroon annahm und eine eigene Entwicklung verfolgte. Damit konnte das ursprüngliche Kloster Pont-Colbert wieder in die (1907 verlassene) Kongregation von Sénanque eintreten. Von 1925 bis zu seinem Tod 1929 lebte in Pont-Colbert (Versailles) Bischof Joseph René Vilatte.
1954 musste der Konvent in das Kloster Auberive im Département Haute-Marne ausweichen und die letzten Mönche von dort 1960 in die Abtei Cuxa, die 1919 die Mönche von Fontfroide aufgenommen hatte. Doch endete die zisterziensische Präsenz in Cuxa schon 1965, als die Abtei von Benediktinern aus Kloster Montserrat besiedelt wurde.